# Бершакове
Бершакове — село в Шебекінському районі Бєлгородської області.

## Географія
Село Бершакове знаходиться на лівому березі річки Нежеголек. Нижче за течією знаходиться хутір Крепацький, вище за течією — село Попівка.
Через село проходить автотраса Шебекіне — Волоконовка. Також з Бершакова йде асфальтована дорога до Поповки та Булановки.

## Історія
Хутір Бершакове був заснований у 1716 році. Входив у Булановську волость Новооскільського повіту Курської губернії. Землі хутора належали раднику Михайлу Дурасову, населення становили селяни-кріпаки.
Перша школа відкрилася в Бершакові 1896 року. У 1897—1898 збудовано церковно-парафіяльну школу, будинок якої зберігся до 1975 року.
У 1928 році хутір Бершаков став центром Бершаковської сільської ради Большетроїцького району.
У 1929 у Бершакові створено перший колгосп «Червоний орач».
У Велику Вітчизняну війну 1941—1945 років на фронт пішли 384 жителі Бершакова. Уродженець Бершакового Трохим Тихонович Суков був нагороджений званням Героя Радянського Союзу.
У 1950 році було здійснено об'єднання колгоспів, і створений у Бершакові колгосп був названий ім'ям Калініна.
У 1992 році колгосп імені Калініна перетворений на закрите акціонерне товариство «Схід».

## Населення
| 2002 | 2010 |
| ---- | ---- |
| 504  | ↗546 |

## Пам'ятки
- Братська могила 16 радянських воїнів, що загинули у Німецько-радянській війні.